# مشرف (الكويت)
مِشْرِف منطقة من مناطق محافظة حولي في الكويت، بدأ النزوح السكاني إليها في نهاية السبعينيات وبداية الثمانينيات من القرن العشرين, تحتوي المنطقة على العديد من المرافق، ففيها نادي اليرموك الرياضي وجامعتان خاصة وأرض المعارض الدولية وسوق مركزي، وتضم المنطقة سبع قطع سكنية.
بعد فوز منتخب الكويت لكرة القدم في كأس آسيا 1980، قام الشيخ جابر الأحمد الصباح بتوزيع منازل للاعبين في المنطقة.
يسكن المنطقة العديد من الشخصيات الكويتية البارزة مثل الشيخ د. خالد المذكور والشيخ د. عجيل النشمي وعضو مجلس الأمة السابق عيسى ماجد الشاهين.

## سبب التسمية
سميت المنطقة بهذا الاسم بالنسبة لقصر مشرف الذي بناه الشيخ عبد الله المبارك الصباح في أوائل الخمسينات من القرن العشرين، وقد سمي القصر مشرف لأنه يقع على مرتفع ويشرف على المنطقة المحيطة به، أيضا توجد رواية تقول بأن سبب التسمية تعود لرجل اسمه مشرف بن ضبيب الديحاني من قبيلة مطير وأنه هو أول من سكنها.

## أبرز المعالم في منطقة مشرف
- نادي اليرموك الرياضي.
- حديقة مشرف.
- مركز سلطان (سلطان)
- أرض المعارض الدولية.
- مركز عبدالعزيز حسين الثقافي.
- منطقة السفارات، وتحتوي على مقر الأمم المتحدة، سفارة سوريا، سفارة باكستان، وسفارة اليابان.
- قصر مشرف.
- ممشى مشرف.
- عدد من المطاعم والمقاهي والحدائق.